# Hotel Kalifornia
| Оценки критиков | Оценки критиков |
| Источник        | Оценка |
| --------------- | --- |
| Louder Sound    | 3,5 из 5 звёзд · 3,5 из 5 звёзд · 3,5 из 5 звёзд · 3,5 из 5 звёзд · 3,5 из 5 звёзд                                                                            |
| New Noise       | 3,5 из 5 звёзд · 3,5 из 5 звёзд · 3,5 из 5 звёзд · 3,5 из 5 звёзд · 3,5 из 5 звёзд                                                                            |
| Wall of Sound   | 7 из 10 звёзд · 7 из 10 звёзд · 7 из 10 звёзд · 7 из 10 звёзд · 7 из 10 звёзд · 7 из 10 звёзд · 7 из 10 звёзд · 7 из 10 звёзд · 7 из 10 звёзд · 7 из 10 звёзд |

Hotel Kalifornia — восьмой студийный альбом американской рэп-рок-группы Hollywood Undead, выпущенный 12 августа 2022 года.

## История
5 сентября 2021 года группа объявила, что работает над новой музыкой для своего грядущего восьмого студийного альбома. 25 февраля 2022 года, через несколько месяцев после анонса, группа выпустила первый сингл «Chaos». 20 апреля группа представила второй сингл «Wild in This Streets» и соответствующий клип.
8 июня группа выпустила третий сингл «City of the Dead». В то же время они официально анонсировали сам альбом, а также раскрыли обложку, список треков и дату выпуска. 8 июля, за месяц до выхода альбома, группа представила четвертый сингл «Trap God». 1 марта 2023 года группа выпустила пятый сингл «Evil», а также анонсировала роскошное издание альбома, выпуск которого намечен на 28 апреля. 29 марта группа представила премьеру шестого сингла «Salvation». 25 апреля группа опубликовала седьмой сингл «House of Mirrors» при участии  Jelly Roll  вместе с видеоклипом.

## Список композиций
| №                   | Название                | Длительность |
| ------------------- | ----------------------- | ------------ |
| 1.                  | «Chaos»                 | 3:02         |
| 2.                  | «World War Me»          | 3:10         |
| 3.                  | «Ruin My Life»          | 3:03         |
| 4.                  | «Hourglass»             | 2:43         |
| 5.                  | «Go to War»             | 2:46         |
| 6.                  | «Alone at the Top»      | 3:45         |
| 7.                  | «Wild in These Streets» | 3:24         |
| 8.                  | «Dangerous»             | 3:24         |
| 9.                  | «Lion Eyes»             | 2:58         |
| 10.                 | «Trap God»              | 3:04         |
| 11.                 | «Happy When I Die»      | 2:32         |
| 12.                 | «Reclaim»               | 3:14         |
| 13.                 | «City of the Dead»      | 2:53         |
| 14.                 | «Alright»               | 3:29         |
| Общая длительность: | Общая длительность:     | 43:34        |

| №                   | Название                            | Длительность |
| ------------------- | ----------------------------------- | ------------ |
| 15.                 | «Evil»                              | 2:43         |
| 16.                 | «Salvation»                         | 3:35         |
| 17.                 | «First Class Suicide»               | 3:07         |
| 18.                 | «Ransom»                            | 3:20         |
| 19.                 | «Break on Through»                  | 3:09         |
| 20.                 | «House of Mirrors» (ft. Jelly Roll) | 3:25         |
| Общая длительность: | Общая длительность:                 | 62:53        |

## Участники записи
Hollywood Undead
- Джорел «J-Dog» Деккер
- Дилан «Funny Man» Альварес
- Джордж «Johnny 3 Tears» Рэйган
- Джордан «Charlie Scene» Террелл
- Даниэль «Danny» Мурильо

Дополнительные музыканты
- Грег Гарман — ударные
- Jelly Roll  — приглашенный вокал на треке 20